# Florian Kirschbauer
Florian Kirschbauer (* 28. Juli 1988 in München) ist ein deutscher Eishockeyspieler, der zuletzt bei den Eispiraten Crimmitschau in der DEL2 unter Vertrag stand.

## Karriere
Florian Kirschbauer begann das Eishockeyspielen beim ESC Holzkirchen und wechselte später zum EC Bad Tölz, wo er von 2003 bis 2006 in der Deutschen Nachwuchsliga spielte. In den folgenden beiden Jahren konnte er sich einen Stammplatz in der Oberliga-Mannschaft der Tölzer erkämpfen und wurde darüber hinaus auch in der Junioren-Bundesliga eingesetzt. Der Verteidiger war Teil der Meistermannschaft, die 2008 den Aufstieg in die 2. Bundesliga schaffte. In der Saison 2008/09 wurde der Rechtsschütze mit einer Förderlizenz für die Straubing Tigers aus der DEL ausgestattet, für die er allerdings kein Pflichtspiel bestritt. Im Sommer 2009 wechselte Kirschbauer zu den SERC Wild Wings, für die er in der Saison 2009/10 in der 2. Bundesliga spielte. Im Sommer 2010 wechselte er zum EHC Dortmund, ehe ihn die Eispiraten Crimmitschau 2013 unter Vertrag nahmen.

### International
Kirschbauer nahm mit der deutschen U18-Auswahl an der Weltmeisterschaft 2006 und mit der U20-Mannschaft an der Weltmeisterschaft der Division I 2008, als der Aufstieg in die Top-Division gelang, teil.

## Erfolge und Auszeichnungen
- 2008 Aufstieg in die Top-Division bei der U20-Weltmeisterschaft der Division I, Gruppe A
- 2008 Aufstieg in die 2. Bundesliga mit dem EC Bad Tölz

## Karrierestatistik
(Legende zur Spielerstatistik: Sp oder GP = absolvierte Spiele; T oder G = erzielte Tore; V oder A = erzielte Assists; Pkt oder Pts = erzielte Scorerpunkte; SM oder PIM = erhaltene Strafminuten; +/− = Plus/Minus-Bilanz; PP = erzielte Überzahltore; SH = erzielte Unterzahltore; GW = erzielte Siegtore; 1 Play-downs/Relegation; Kursiv: Statistik nicht vollständig)